# Sumpffieber (Roman)

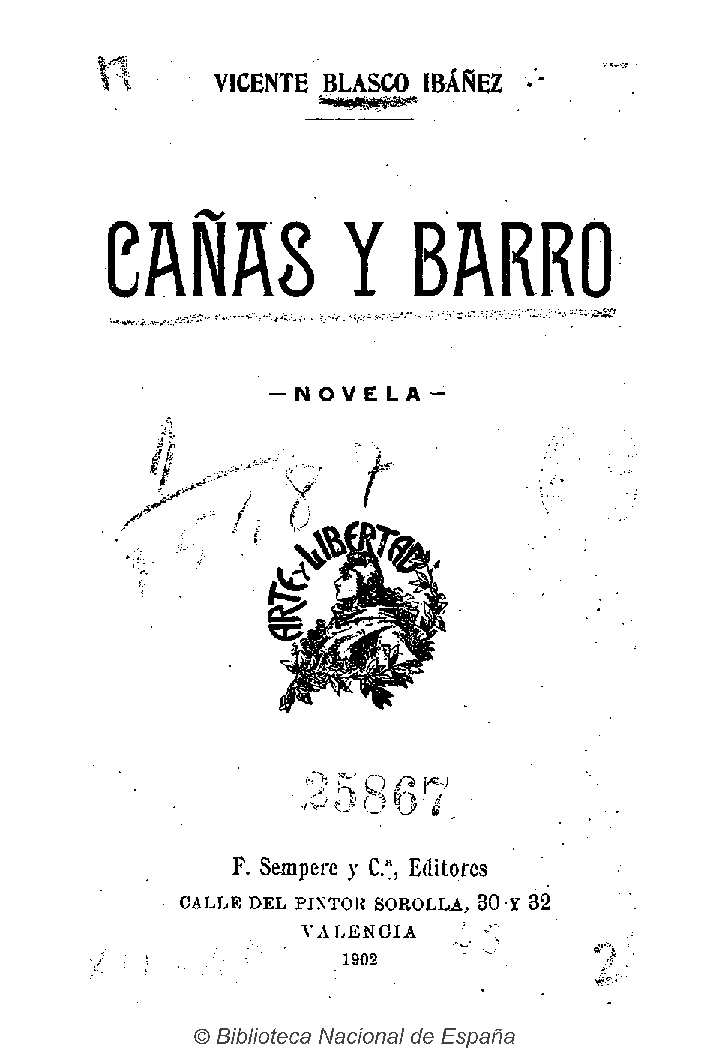
Cañas y barro, Titelseite von 1902

Sumpffieber (spanisch Cañas y Barro) („Schilf und Schlamm“) ist ein Roman des spanischen Schriftstellers Vicente Blasco Ibáñez.

## Werk
Der Roman entstand zwischen September und November 1902 an der Playa de la Malvarosa in Valencia (Spanien) und erschien im gleichen Jahr. Der naturalistische Roman spielt in der südlich von Valencia gelegenen Lagunenlandschaft Albufera, einem Reisanbaugebiet, in der sich die einfache Landbevölkerung durch Jagen, Fischen und Reisanbau ihr karges Auskommen hart erarbeiten muss. Inhaltlich stehen der Kampf der Geschlechter sowie die großen Ambitionen einer jungen, vergnügungssüchtigen Frau (Neleta) als Hauptperson im Mittelpunkt, die mit Ehrgeiz und kühler Berechnung zu möglichst viel Ruhm und Ansehen zu kommen versucht, sowie ihr Freund Tonet, der am Schluss der Geschichte ein tragisches Ende findet. Während Tonet das militärische Abenteuer auf Kuba sucht und im Spanisch-Amerikanischen Krieg kämpft, heiratet Neleta den reichsten Mann (Canamel) ihrer Gegend. Zurückgekehrt gehen Toni und Nele ein ehebrecherisches Verhältnis ein, aus dem ein Kind entsteht. Neletas Mann stirbt, und um das Erbe nicht zu verlieren, weigert sie sich, ihren Liebhaber zu heiraten. Vielmehr verlangt sie von ihm, ihr gemeinsames Kind nach der Geburt auszusetzen. Tonet erweist sich zu schwach, diesen Auftrag auszuführen, und weiß keinen anderen Ausweg, als das Neugeborene im Sumpf zu ertränken. Nachdem er sich seiner ungeheuren Schuld bewusst geworden ist, bleibt ihm nur der Suizid, um sich der Verantwortung zu entziehen. Als Selbstmörder bekommt er kein kirchliches Begräbnis und wird am Schluss von seinen Verwandten im gleichen Sumpf bestattet, in dem er sein Kind versenkt hat.

## Rezeption
Das Werk wurde von der spanischen Zeitung El Mundo in ihre Liste der 100 besten Erzählungen des 20. Jahrhunderts aufgenommen. Von der deutschen Übersetzung, Büchergilde Gutenberg, wurden bis 1933 60.000 Exemplare verkauft.
In Kindlers Literatur Lexikon schreibt Aurelio Fuentes Rojo: „Der Erzählgang ist von großer Dynamik, und die Sprache besticht durch außergewöhnlich reichen Wortschatz und große Bildkraft.“
1978 strahlte der Sender Televisión Española (TVE) eine Romanverfilmung von Rafael Romero Marchent als sechsteilige Fernsehserie mit dem Titel Cañas y Barro aus.

## Textausgaben
- Cañas y barro. Prometeo, Valencia 1902.
- Sumpffieber. Berechtigte Übertragung aus dem Spanischen von Otto Albrecht van Bebber. Büchergilde Gutenberg, Berlin 1929. 
  - Sumpffieber. Rowohlt, Reinbek bei Hamburg 1989, ISBN 3-499-40053-7.
- Schilf und Schlamm. (cañas y barro). Neu übersetzt von Alfred Pocher. Edition Oberkassel, Düsseldorf 2013, ISBN 978-3-943121-16-2.

Das Werk wurde in das Englische, Französische, Italienische, Japanische, Niederländische, Portugiesische, Serbische, Kroatische und in das Esperanto übersetzt.